# Diều hoa Miến Điện
Diều hoa Miến Điện hay Ó hoa Miến Điện (danh pháp hai phần: Spilornis cheela) là một loài chim săn mồi có kích thước vừa thuộc Họ Ưng (Accipitridae). Chúng sinh sống trong khu vực rừng khắp châu Á nhiệt đới. Trong phạm vi phân bố, chúng khác nhau khá nhiều và nhiều nhà khoa học đã phân chia nhiều phụ loài của loài này thành các loài riêng biệt. Trước đây, nhiều loài như Philippine Serpent Eagle (S. holospila), Andaman Serpent Eagle (S. elgini) và South Nicobar Serpent Eagle (S. klossi) đã được xem là phụ loài của loài diều này. Loài diều hoa Miến Điện này ăn rắn.